# Batrachoseps wrightorum
Batrachoseps wrightorum es una especie de salamandras en la familia Plethodontidae.
Es endémica de los Estados Unidos.
Su hábitat natural son los bosques templados.
Está amenazada de extinción debido a la destrucción de su hábitat.